# Gardone Riviera
Gardone Riviera é uma comuna italiana da região da Lombardia, província de Bréscia, com cerca de 2.502 habitantes. Estende-se por uma área de 20 km², tendo uma densidade populacional de 125 hab/km². Faz fronteira com Salò, Torri del Benaco (VR), Toscolano-Maderno, Vobarno.

## Demografia
| Variação demográfica do município entre 1861 e 2011                               |
|                                                                                   |
| Fonte: Istituto Nazionale di Statistica (ISTAT) - Elaboração gráfica da Wikipedia |